# Aspidium craspedocarpum
Aspidium craspedocarpum là một loài thực vật có mạch trong họ Dryopteridaceae. Loài này được (Copel.) Ching miêu tả khoa học đầu tiên năm 1941.